# Lasioglossum ebmerianum
Lasioglossum ebmerianum är en biart som beskrevs av Sakagami och Osamu Tadauchi 1995. Lasioglossum ebmerianum ingår i släktet smalbin, och familjen vägbin. Inga underarter finns listade i Catalogue of Life.